# 조오 (가마쿠라 시대)
조오(貞応, じょうおう)는 일본의 연호(元号) 중 하나이다.
- 전후 : 조큐(承久) 이후 - 겐닌(元仁) 이전.
- 시기 : 1222년 ~ 1223년
- 천황 : 고호리카와 천황
- 쇼군 : 공석 (가마쿠라 막부)
- 싯켄 : 호조 요시토키, 야스토키

## 개원(改元)
- 조큐 4년 4월 13일(율리우스력 1222년 5월 25일), 개원.
- 조오 3년 11월 20일(율리우스력 1224년 12월 31일), 겐닌으로 개원된다.

## 출전
『주역·중부괘』의 「中孚以利貞，乃應乎天也。」

## 죠오 시기에 일어난 일
- 2년
  - 지토(地頭, 헤이안 시대·무로마치 시대에 장원 등을 관리했던 직위)의 급여 규정을 새로 정하다.

## 서력과의 대조표
| 조오 | 원년   | 2년    | 3년    |
| ---- | ------ | ------ | ------ |
| 서력 | 1222년 | 1223년 | 1224년 |
| 간지 | 임오   | 계미   | 갑신   |

## 같이 보기
- 일본의 연호 일람

| 이전 조큐 | 일본의 연호 1222년 ~ 1224년 | 다음 겐닌 |